# Engelhard Benjamin Schwickert

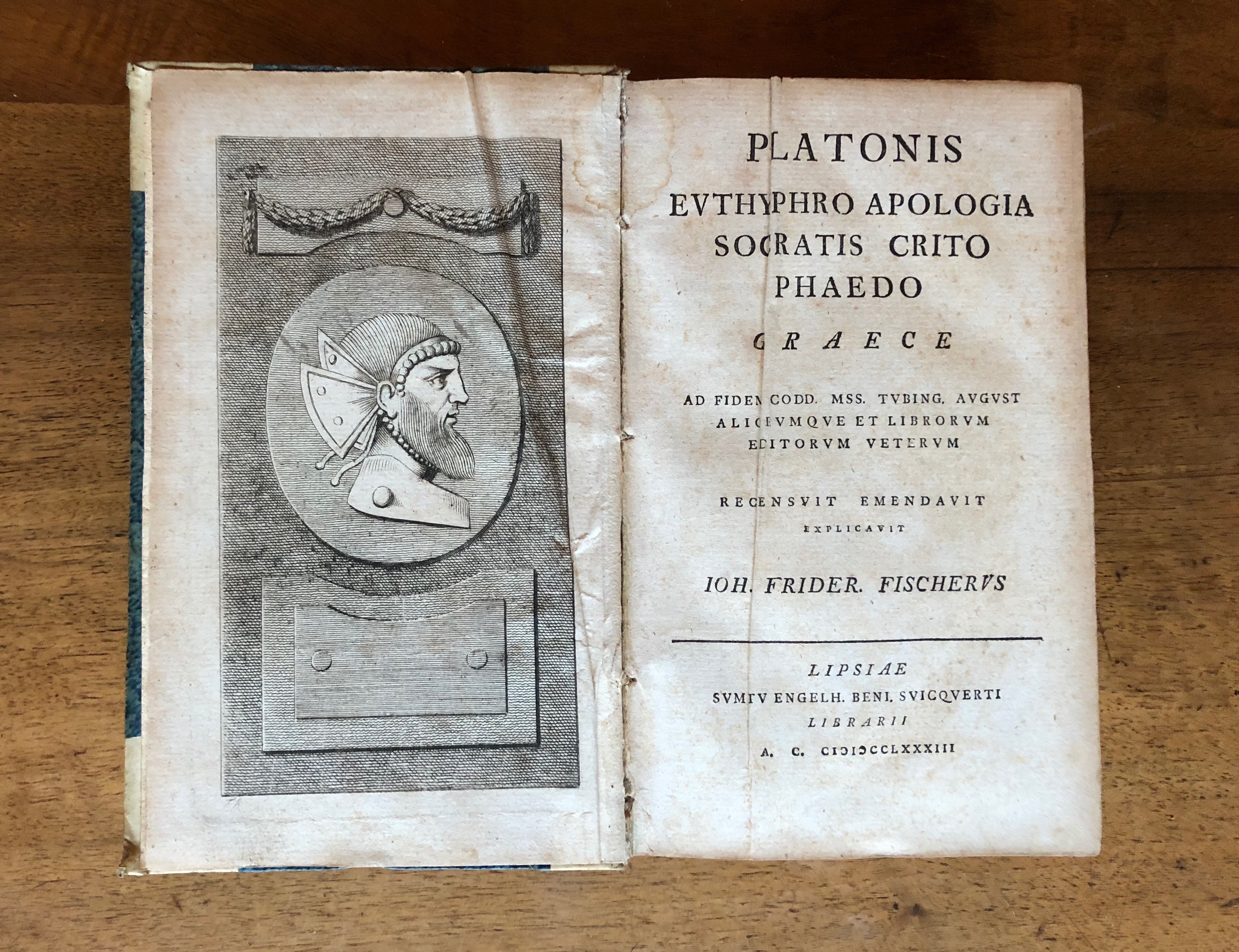
Johann Friedrich Fischer: Platonis Eutyphro Apologia Socratis Crito Phaedo, erschienen Leipzig 1783

Engelhard Benjamin Schwickert (* 31. Januar 1741 in Zellerfeld; † 10. Januar 1825 in Leipzig, andere Schreibweisen auch: Engelhardt Beniamin bzw. latinisiert Schwickerti oder Suikertus) war einer der einflussreichsten deutschen Verleger seiner Zeit. Er gründete 1769 den Verlag EB Schwickert, der bis zum Ende des 19. Jahrhunderts einer der führenden Verlage im deutschsprachigen Raum war und zahlreiche Autoren und Komponisten unter Vertrag hatte. In den Anfangsjahren war Schwickert durch unlautere Geschäftsmethoden (mehrfach Nachdrucke anderer Verlage ohne Lizenz) aufgefallen, wandelte sich dann aber bald zu einem seriösen Verlagsunternehmen.
Aus einfachen Verhältnissen stammend, trat er 1762 als Ladenbediensteter in die Leipziger Buchhandlung Dyck ein. Ab ca. 1766 begann er, als angeblicher Verlagsvertreter fiktiver Unternehmen wie Dodsley & Compagnie von London und J. Dodsley und Caspar Moser – ohne Genehmigung benannt nach dem Londoner Verleger Robert Dodsley (1703–1764) – eine rege Korrespondenz mit Autoren und anderen Buchhandlungen. Ab 1767 begann er dann, unter denselben Firmen Raubdrucke herzustellen (zu den ersten gehörte Heinrich Wilhelm von Gerstenbergs Hypochondrist) und sammelte dadurch (auch auf Kosten der traditionsreichen Buchhandlung Dyck) Kapital und Erfahrung. 1769 erhielt er die Genehmigung zum Betrieb einer Druckerpresse.
Zu den bekanntesten bei Schwickert verlegten Autoren zählt Gotthold Ephraim Lessing, u. a. mit der 2. Ausgabe seiner Hamburgischen Dramaturgie (1769). Hierbei hatte Schwickert nach Erhalt eines Teils des Manuskriptes dem Buchhandel gegenüber bereits 104 Kapitel angekündigt, obwohl der Autor nur 100 Kapitel geplant hatte. Lessing fügte daraufhin 4 Kapitel hinzu, die sich mit den Problemen eines unlauteren Verlagswesens und des unerlaubten Nachdrucks befassten (und eigentlich nicht zum Thema gehörten). Schwickert ergänzte als Reaktion darauf die Erstauflage um eine entsprechende Anmerkung des Verlegers.
Ebenfalls 1769 verlegte er seinen Almanach der deutschen Musen für das Jahr 1770, mit dem ihm der besondere Coup gelang, dem von Dieterich ebenfalls für 1770 geplanten Göttinger Musenalmanach zuvorzukommen und bei dieser Gelegenheit 19 Gedichte aus dem Konkurrenzalmanach (illegal) in seinem eigenen vorabzudrucken. Den Almanach der deutschen Musen (AdM) verlegte Schwickert bis 1775, ab 1776 unter dem Titel Leipziger Musen-Almanach, als dessen Herausgeber er ab 1782 außerdem fungierte.
Schwickerts besonderes Talent – und der Schlüssel zum Erfolg – lag darin, als Käufer seiner Bücher nicht mehr nur wie zu Zeiten des Absolutismus ein kleines, akademisch gebildetes Publikum zu sehen, sondern den Geist der Aufklärung mit seinem entstehenden breiten Bürgertum vorauszuahnen. Hierdurch gab es plötzlich einen großen Markt für klassische Literatur, den er als Erster bedienen konnte, mehrere Jahre bevor die etablierten Verlage auf diesen neuen Kundenkreis aufmerksam wurden.